# Hans Goldschmid
Hans Goldschmid (* vor 1510; † nach 1535) war ein deutscher Maler.

## Leben
Goldschmid ist von 1510 bis 1535 im oberschwäbischen Memmingen nachweisbar. Er könnte der Sohn des 1451 in Ravensburg dokumentierten gleichnamigen Malers gewesen sein. Er gehörte wohl der Memminger Schule an und war Mitarbeiter der Strigelwerkstatt. Urkundlich fassbar ist er durch das Ausgabenbuch von 1515 bis 1520 von Hans Heiß, dem Pfleger der Pfarrkirche Unser Frauen. Nach den Einträgen zu schließen, war er mehrmals in der Kirche als Künstler tätig und malte dort unter anderem eine Tafel für die St.-Michaels-Kapelle. Er heiratete Margareth Strigel, eine Tochter des Malers Ivo Strigel. Von 1520 bis 1523 prozessierte er gegen Heiß und seinen Schwiegervater. Seit 1521 besaß er in der Stadt ein Haus und musste dafür Steuern zahlen. Aufgrund der Memminger Reformation und dem davon ausgehenden Bildersturm verbot ihm der Stadtrat 1534, einen Auftrag der Buxheimer Kartause anzunehmen. Sein Sterbedatum ist unbekannt.

## Werke
Ihm werden vier Werke zugeschrieben. Das erste, eine Verkündigungsszene, ähnlich der entsprechenden Szene in Dürers Marienleben, wurde von dem Münchener J. Kitzinger auf 1510 datiert. Ernst Buchner schrieb ihm 1925 ein Bild mit der Heimsuchungsszene zu. Die Qualität der figürlichen Darstellung hebt sich in diesem Bild allerdings deutlich von der Verkündigungsszene ab. Es wurde 1909 noch bei Helbing als Werk von Albrecht Altdorfer versteigert. Eine weitere ihm zugeschriebene Verkündigungsszene befindet sich auf dem aus der Strigelwerkstatt stammenden Altar in der Kapelle St. Veit am Bichl. Dieses Bild wurde ursprünglich für die Kirche in Engadin gemalt. Das letzte Werk, die ihm zugeschrieben wird, ist ebenfalls eine Verkündigungsszene und befindet sich auf den Außenseiten eines Flügelaltars auf Schloss Neuenstein und wird auf 1535 datiert.